# 暁の死線
『暁の死線』（あかつきのしせん、原題:Deadline at Dawn）は、コーネル・ウールリッチがウィリアム・アイリッシュ名義で1944年に出版したミステリー小説。
『幻の女』同様に、あるリミットまでを描いた作品で、本作では早朝に出発する長距離バスの出発時刻がリミットとなっており、『幻の女』の章題が死刑執行までの日数なのに対し、時刻の表示になっている。
1946年にアメリカ合衆国で映画化された他、日本でもたびたびテレビドラマが製作、放映されている。

## あらすじ
ブリッキーことルースがニューヨークの魔力に魅せられて田舎から出てきてすでに5年。ダンサーの夢破れたブリッキーはなお故郷に帰る気にもなれず、クラブで5分10セントのチケットを買った男性のダンスの相手をし、チケット毎に2セント半を歩合制でもらって働いていた。
午前0時50分、クラブの閉店後にブリッキーにからんでくる客から助けてくれた青年がいた。礼を述べて自宅に帰るブリッキーに青年はおどおどしながらついてくる。
午前1時15分、ブリッキーは自室で故郷の母に「舞台に出演している。お金の心配はいらない」と嘘の手紙を書き、いくらかのお金を包んだ。外に青年が未だ佇んでいるのを見たブリッキーは、コーヒーの1杯くらいはごちそうしてもいいかという気分になり、青年を自室に招き入れる。ブリッキーが書いた手紙の入った封筒の宛先を見た青年は自分の故郷と同じだと言う。話してみると、青年はブリッキーの裏隣の家に住んでいたクィン・ウィリアムズだと判明。そして、クィンは今夜、富豪の屋敷に空き巣に入ったことを告白する。
ブリッキーは、盗んだ金を戻して2人で朝6時の始発バスに乗ればニューヨークの魔力から解放されると、クィンを説得した。
午前2時、クィンがお金を戻すために屋敷に忍び込んでみると、当主のスティーヴン・グレーヴズが何者かに殺害されていた。このまま朝を迎えれば、クィンが殺人犯の容疑を受けてしまう。ブリッキーは朝6時までに真犯人を見つけだし、2人でバスに乗ることを決意した。
2人は、現場に落ちていた欠けた茶色のボタン、左側から使われていたブックマッチ、香水の匂いといったわずかな手掛かりを元にニューヨークの夜を彷徨い、真犯人を探し出す。

## 登場人物

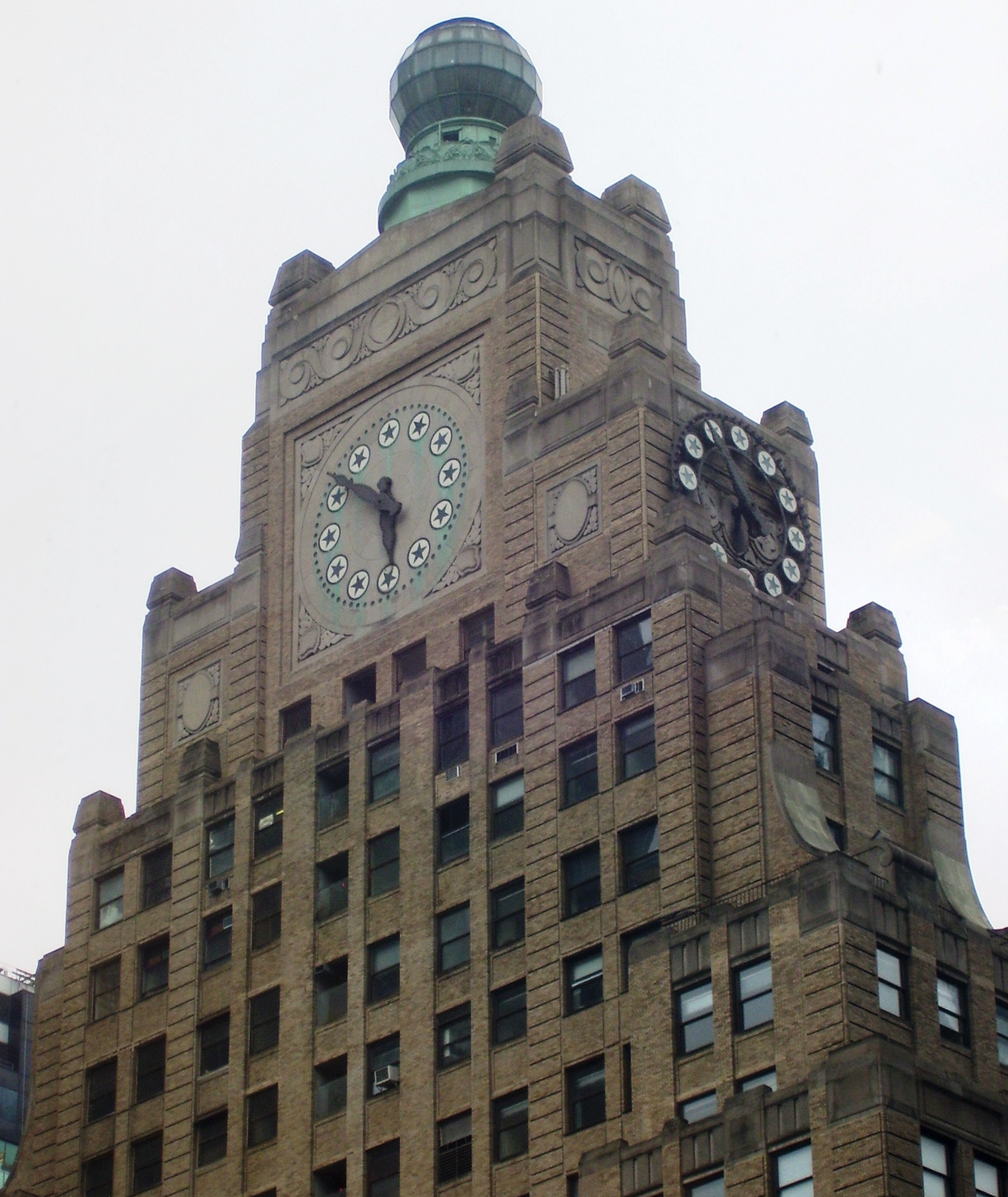
パラマウント塔の時計

ルース・コールマン
22歳。煉瓦(英: brick)色の髪をしていることから「ブリッキー」と称されている。
5年前に田舎からダンサーになることを夢見てニューヨークに出てきたが、夢破れて、クラブで男性客のダンスのペアをつとめる歩合制のダンサーとして働いている。
空虚な挫折感も覚えているが、ニューヨークに首根っこを押さえられているように故郷に帰ることには踏ん切りがつかずにいた。
クィン・ウィリアムズ（キン・ウィリアムズ）
最初はブリッキーの勤めるクラブでダンスのチケットを大量に購入した客として登場する。実はブリッキーの同郷であるばかりか、裏隣に住んでいた。
1年ほど前にニューヨークへ出てきたが、不況のあおりから失業し、電気工になった。富豪のグレーヴズ家の電気工事に行った際に、自分で盗ったわけではないが、工具箱に屋敷の鍵が入っていたため、それを使って盗みに入る。
スティーヴン・グレーヴズ
クィンが空き巣に入った家の主人。独身。盗んだ金を戻すことをブリッキーに説得されて、クィンが再び屋敷に忍び込んだところ、何者かに殺害されていた。
パラマウント塔の時計
ニューヨークのタイムズ・スクエアに建っている超高層ビルの頂上部にある大きな時計。
ブリッキーには、唯一の「友達」としてクラブでの勤務中には「今夜はあと何分だ」と励ましてくれるように感じていたが、この夜は「バスの発車時刻まであと何分、ニューヨークからは逃げられない」という脅迫者めいた感じを受けている。

## 書籍情報
1944年にJ・B・リッピンコット（J. B. Lippincott & Co.、現在のリッピンコット・ウィリアムズ・アンド・ウィルキンス）から出版された。

### 日本語翻訳版
- 砧一郎 - 『暁の死線』（1954年、ハヤカワ・ポケット・ミステリ）
- 稲葉由紀 - 『世界推理小説大系』第22巻（1963年、東都書房）
  - 「黒死荘の殺人」（ジョン・ディクスン・カー著、平井呈一訳）、「暁の死線」（アイリッシュ著 稲葉由紀訳）を収録
- 稲葉明雄 - 『暁の死線』（1969年、創元推理文庫、ISBN 4-488-12002-4 / 2016年、創元推理文庫・新版、ISBN 978-4-488-12012-2）
- 中上守 - 『ジュニア版世界の推理』8巻『真犯人を追え』（1972年、集英社）

## 映画版
1946年4月6日にアメリカ合衆国で公開された。日本では劇場未公開でビデオ発売時に『タイムリミット25時』の邦題が付けられた。
登場人物名やシチュエーションなど、大幅に異なる。
スタッフ
製作エイドリアン・スコット
監督ハロルド・クラーマン
脚本クリフォード・オデッツ
原作ウィリアム・アイリッシュ
撮影ニコラス・ムスラカ
音楽ハンス・アイスラー
衣装レニー・コンリー

キャスト
- ジューン - スーザン・ヘイワード ダンサー。アレックスを手助けする。
- ガス・ホフマン - ポール・ルーカス タクシー運転手。アレックスを手助けする。
- アレックス - ビル・ウィリアムズ ニューヨークに上陸した若い船員。酒に酔い、気が付くとバーで出会ったエドナの部屋から盗んだと思しき大金を手にしていた。
- ジョセフ・カレイア
- オーサ・マッセン
- ジェローム・コーワン
- エドナ - ローラ・レイン バーでアレックスと出会い、何者かに殺される。

エピソード
- タクシー運転手ガス・ホフマン（ポール・ルーカス）の台詞に原作者ウィリアム・アイリッシュの小説『幻の女』の冒頭の一節が使用されている。

## 日本のテレビドラマ

### 名作推理劇場
1962年11月11日に『名作推理劇場』（NET）の1話として「暁の死線」が放映された。
スタッフ
演出古谷寿里雄
脚本藤村正太
出演
- 近藤洋介
- 藤田佳子
- 三宅一
- 江畑絢子
- 江幡高志
- 翠潤子

### 水曜サスペンス
1964年5月27日に『水曜サスペンス』（NTV）の1話として「暁の死線」が放映された。プロ野球中継の雨傘番組であった。
スタッフ
演出酒井辰雄
脚本長谷和夫
出演
- 瞳麗子
- 田村高廣
- 有田紀子
- 春日俊二

### 真夜中の青春
1967年3月25日に『真夜中の青春』（NHK）として放映された。
スタッフ
演出岡崎栄
脚本瀬川昌治
製作NHK
出演
- 姿美千子
- 信欣三
- 田中邦衛
- 東野孝彦

### 赤い死線
山口百恵、三浦友和主演の赤いシリーズ最終作『赤い死線』として1980年に放映された。

### 火曜サスペンス劇場
1983年5月3日に『火曜サスペンス劇場』（NTV）「春の女優シリーズ」の1話として「朝まで待てない 東京脱出をはかる若い二人を阻む殺人の謎」が放映された。
スタッフ
- 企画：小坂敬、山本時雄
- プロデューサー：長富忠裕、難波誠一
- 原作：ウィリアム・アイリッシュ（創元推理文庫刊）
- 脚本：村尾昭
- 音楽：木森敏之
- 方言指導：真理明美、ナカライプロ
- 企画協力：芸映
- 衣裳協力：VIVAYOU
- ロケ協力：浄土ヶ浜パークホテル
- 音楽協力：日本テレビ音楽
- 技斗：伊奈貫太
- カーアクション：スーパードライバーズ
- 演出：河野和平
- 製作：日本テレビ、生田スタジオ

出演
- 多田和代：岸本加世子
- 奈美悦子
- 阿藤海
- 相本久美子（友情出演）
- 市原悦子（声の特別出演）
- 大林丈史
- 人見きよし
- 藤木悠
- 天田俊明
- 真五：三浦洋一